# Ben (canção)
"Ben" é uma canção de autoria de Donald Black e Walter Scharf, gravada em 1972 pelo cantor americano Michael Jackson, então adolescente, para a gravadora Motown. O hit, composto originalmente para Donny Osmond, e oferecido a Jackson devido à indisponibilidade de Osmond, em turnê na época, passou uma semana no topo da Billboard Hot 100, principal parada pop americana. O single também chegou à primeira posição na parada pop australiana, onde passou oito semanas.
Tornou-se o primeiro de 12 sucessos de Jackson a atingirem o topo das paradas nos EUA, e foi seu primeiro a fazê-lo já como artista solo.
Incluído posteriormente no álbum homônimo, "Ben", a canção, incluída na trilha sonora do filme homônimo  (a continuação do suspense sobre ratos assassinos Willard, de 1971);  venceu um Globo de Ouro de Melhor Canção e foi indicado ao Oscar de Melhor Canção Original.

## Desempenho nas paradas musicais
| Parada musical (1972)              | Posição mais alta |
| ---------------------------------- | ----------------- |
| Reino Unido - UK Singles Chart     | 7                 |
| Estados Unidos - Billboard Hot 100 | 1                 |
| Parada musical (1973)              | Posição mais alta |
| Austrália - ARIA Charts            | 14                |
| Irlanda - Irish Singles Chart      | 24                |
| Reino Unido - UK Singles Chart     | 46                |